# Wiosenne wspomnienie zmarłych
Uzasadnienie:  artykuły omawiają to samo święto

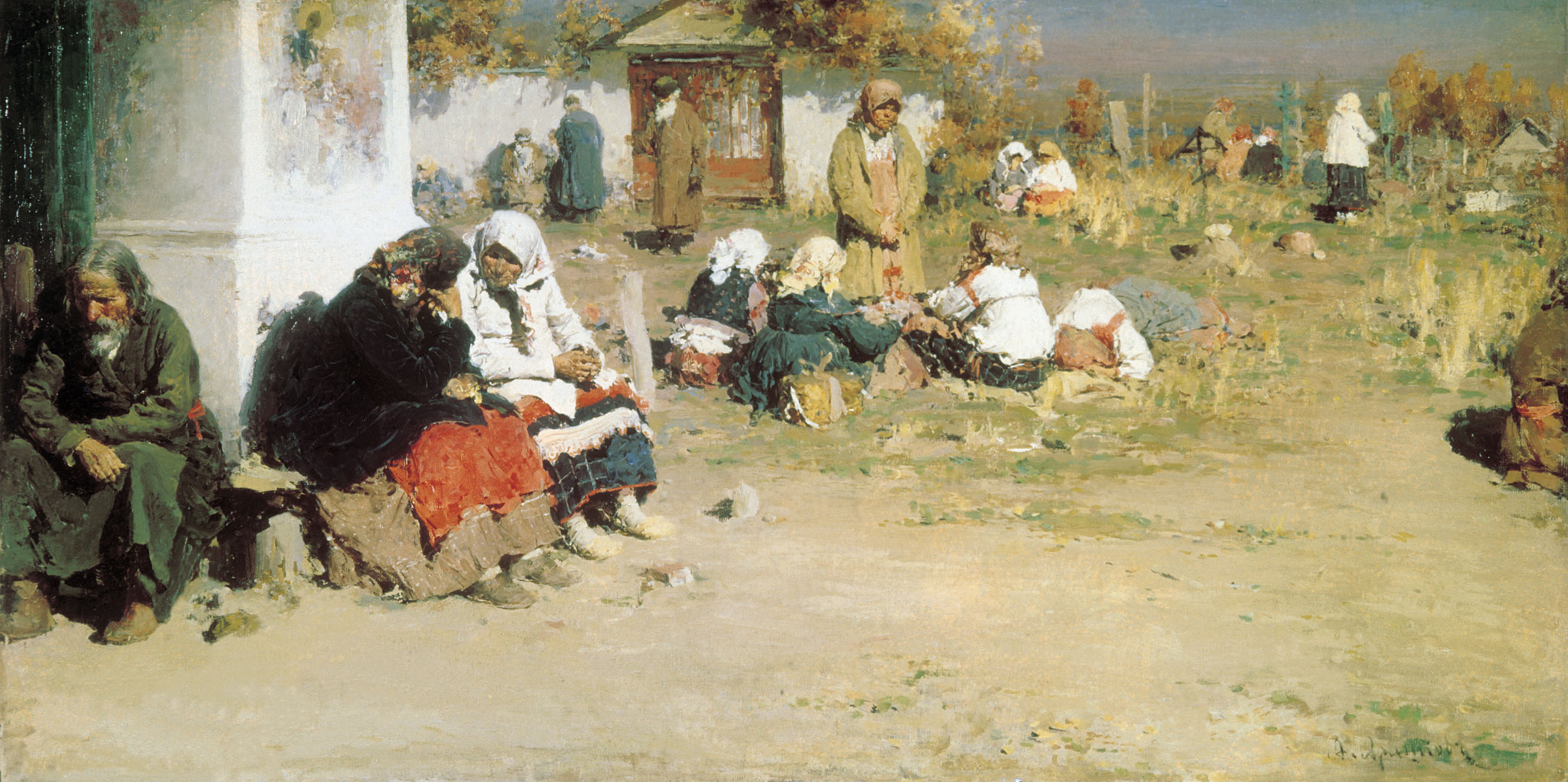
Abram Archipow, Radonica

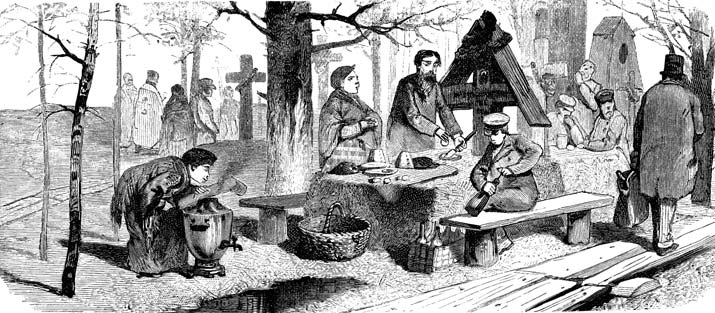
Radonica na XIX-wiecznej grafice

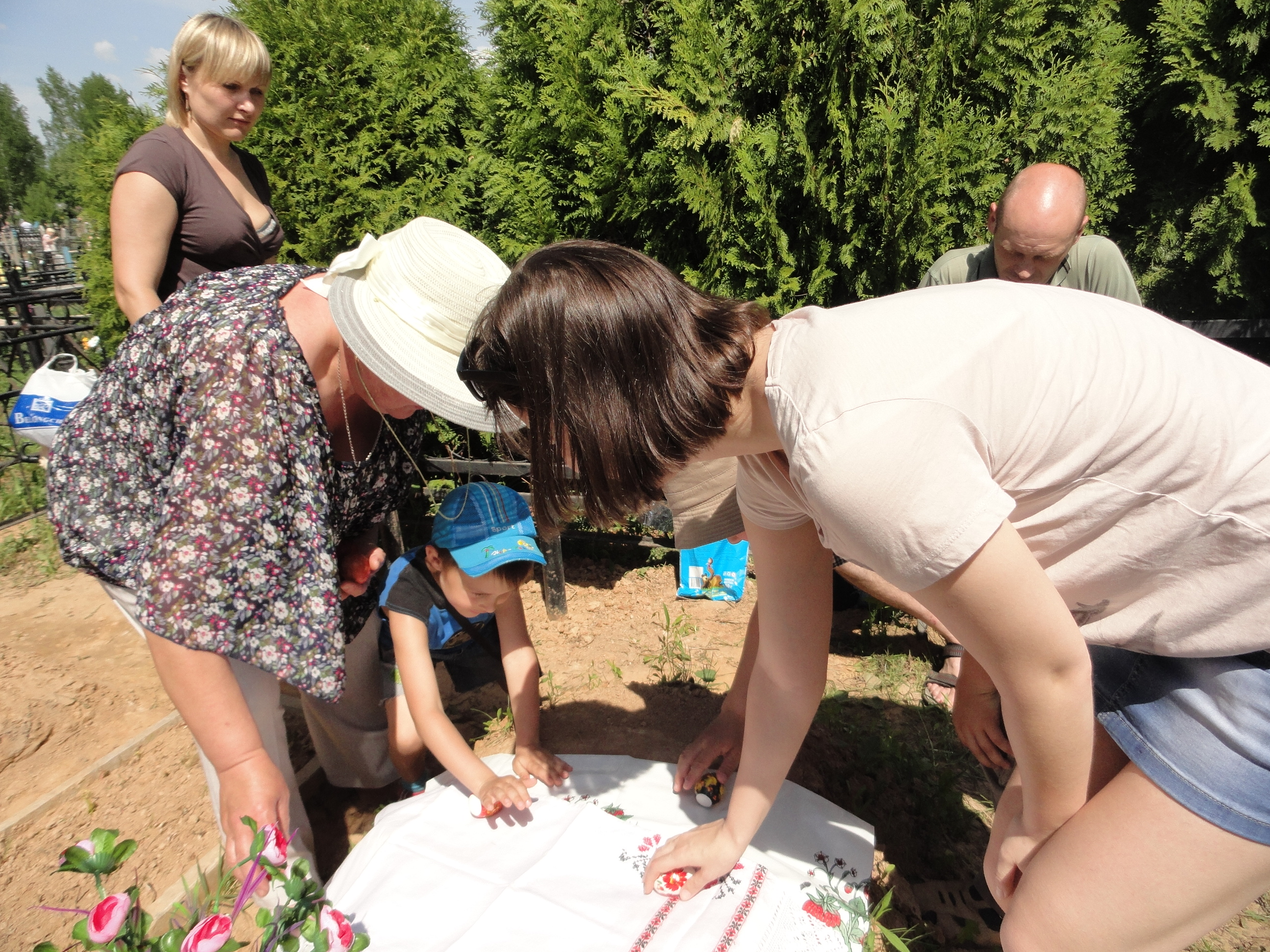
Współczesne obchody

Wiosenne wspominanie zmarłych (zależnie od rejonu: Wilikadnie Miortwych, Nawska Pascha, Pascha Zmarłych, Nauski Czacwier, Babski Wielikdzień, Miortwy Wielikdzień, Szopszyj Wielikdzień) – wywodzący się swoją formą z czasów pogańskich chrześcijański obrzęd wspomnienia osób zmarłych, który odbywał się i nadal częściowo odbywa w różnych dniach po Świętach Wielkanocnych: na części Podlasia i Polesiu Rzeczyckim na cmentarzach najczęściej od Niedzieli Wielkanocnej do następnego czwartku, na Polesiu mozyrsko-pińsko-rzeczyckim, w niektórych rejonach Ukrainy i Białorusi (w rejonie Prużan) jako Nawski (Nauski) Wielikadzień w piąty dzień po Wielkanocy, w okolicach Słonimia jako Stary Wielikadzień, również w czwartek po Wielkanocy.
Istotnym dniem obchodów ku czci osób zmarłych była pierwsza niedziela po Wielkanocy – tzw. Przewodnia (Prowodn’aja lub Prawodn’aja Nyd’iela), nazywana również Przewodami (Pr’owody, Pr’owady) lub Antypaschą, na Białorusi częściowo też Fominną Niedzielą. Na całej Białorusi, na Ukrainie, jak również w Rosji głównym dniem pierwszych wiosennych zaduszek jest wtorek po Niedzieli Przewodniej (9. dzień po Wielkanocy), nazywany R’adaunicą (Radonica, Radunica, Radawnicy, na Podlasiu: R’adośnica czy R’adosna). W dniu tym dusze zmarłych przodków miały się przemieszczać do świata żywych, posilać się i wracać do uniwersum zmarłych za pośrednictwem przygotowywanych na tę okazję mostków (kładek) o różnej formie wykonania, zwykle drewnianych lub kamiennych, kładzionych przy mogiłach.
Wiosenne wspominanie osób zmarłych rzadziej miało miejsce w obrębie zagrody, a częściej na lokalnym cmentarzu. Odprawiano tu mszę, a następnie obrzędy, których główną częścią była uczta na grobie („karmiono” wówczas również zmarłych przodków, np. poprzez zakopywanie jaj). Wspomnienie poprzedzano pracami porządkowymi i artystycznymi wokół mogił, m.in. przystrajano krzyż ręcznikiem, nagrobek sztucznymi kwiatami, a sam grób, pełniący tego dnia rolę stołu, białym obrusem, serwetą czy drugim ręcznikiem. Podczas uczty zjadano najczęściej przystrojone (farbowane) jaja, kiełbasę, wędzoną wieprzowinę, kiszone ogórki, miód, bliny i pito wódkę albo samogon (często w dużych ilościach, częściowo rozlewano ten trunek zmarłemu na grób). Palono też tytoń. Uczta miała charakter rodzinny, jednak z czasem kobiety wracały do domów, a mężczyźni kontynuowali obrzęd do późnych godzin nocnych, częstokroć nawet nocując na cmentarzu. Podczas uczty wygłaszano różnego rodzaju formuły obrzędowe.
W obrębie każdego z grobów stawiano najczęściej siedem powtarzających się przedmiotów i wiktuałów: spodek w zestawie z widelcem i kieliszkiem, czarka z kawałkiem chleba, jajka (niepoświęcone i święcone, zachowane z Wielkiej Soboty do zjedzenia wspólnego), produkt pochodzenia zwierzęcego, ciasto lub placek, cukierek i sztuczne kwiaty. Jako ofiarę dla zmarłych przynoszono czasem monety. W obrzędach brali udział najczęściej krewni zmarłego, ewentualnie wraz z sąsiadami lub znajomymi, ksiądz (pop), tzw. dziadowie albo inne wynajęte osoby, zanoszące płacze i modlitwy za zmarłych.
W wiosennych obrzędach wspominania zmarłych istotnym elementem jest ich związek z ziemią, płodnością, nadzieją, odrodzeniem oraz kreacją nowej przyrody czy prośbą o urodzaj i dobre plony. Odróżnia to uroczystości wiosenne od innych świąt, podczas których czczono osoby zmarłe lub przodków.
Obecnie na Białorusi święto jest na tyle popularne, że w związku z masowymi odwiedzinami mogił uruchamiane są dodatkowe środki komunikacji publicznej w miastach i pociągi. Od lat 90. XX wieku na Białorusi Radonica jest dniem wolnym od pracy. Alaksandr Łukaszenka utrzymał to święto, chociaż zlikwidował dzień wolny od pracy w drugie Święto Wielkanocy.